# Nitrure d'aluminium-gallium
Le nitrure d'aluminium-gallium (AlxGa1-xN) est un matériau semi-conducteur ternaire, alliage de nitrure d'aluminium et de nitrure de gallium. Son gap est direct, ce qui le rend utile pour des applications en opto-électronique, variant entre 3,43 et 6,2eV à température ambiante, dépendant du ratio aluminium/gallium.
L'AlGaN est utilisé pour fabriquer des diodes électroluminescentes fonctionnant dans la région du bleu à l'ultraviolet, des longueurs d'onde jusqu'à 250 nm (UV lointain) ont été atteintes. Il est également utilisé dans les lasers à semi-conducteur bleus, dans des photodétecteurs d'ultraviolet et dans les transistors HEMT AlGaN/GaN.
L'AlGaN est souvent utilisé en association avec le nitrure de gallium ou le nitrure d'aluminium pour former des hétérojonctions.
Les couches d'AlGaN peuvent être formées sur du silicium, du saphir ou encore du carbure de silicium.

## Sécurité et toxicité
La toxicité de l'AlGaN n'a pas été totalement étudiée. La poussière d'AlGaN est irritante pour la peau, les yeux et les poumons. Les aspects concernant l'environnement, la santé et la sécurité des sources de nitrure d'aluminium-gallium (tels que le triméthylgallium et ammoniac) et les études de surveillance sanitaire industrielles des sources standard EPVOM ont été évaluées récemment dans un rapport.